# Hueso (equip ciclista)
L'equip Hueso (conegut també com a Peña Hermanos Manzaneque o Zahor) va ser un equip ciclista espanyol que competí professionalment entre el 1979 i 1988.
El 1989 va ser succeït pel Lotus-Zahor.
No s'ha de confondre amb els equips Colchón CR

## Principals resultats
- Volta a les Valls Mineres: Luis Vicente Otin (1982)
- Volta a Múrcia: Francisco Javier Cedena (1983)
- Setmana Catalana: Felipe Yáñez (1986)

### A les grans voltes
- Volta a Espanya
  - 9 participacions (1979, 1980, 1981, 1982, 1983, 1984, 1985, 1986, 1987, 1988)
  - 12 victòries d'etapa:
    - 2 el 1979: Juan Argudo, Ángel López del Álamo
    - 1 el 1980: Jesús López Carril
    - 1 el 1981: José María Yurrebaso
    - 1 el 1983: Jesús Suárez Cueva
    - 1 el 1984: Jesús Suárez Cueva
    - 1 el 1985: Isidro Juárez
    - 2 el 1986: Jon Egiarte, Felipe Yáñez
    - 2 el 1987: Jesús Ignacio Ibáñez, Juan Fernández Martín
    - 1 el 1988: Ángel Ocaña

  - 0 classificació final:
  - 3 classificacions secundàries:
    - Classificació de les Metes Volants: Sabino Angoitia (1983)
    - Classificació dels Esprints Especials: Carlos Machín Rodríguez (1983), Jesús Suárez Cueva (1986)

- Tour de França
  - 1 participacions (1988)
  - 0 victòries d'etapa:

- Giro d'Itàlia
  - 2 participacions (1987, 1988)
  - 0 victòries d'etapa: